# رينيه بلوم (سياسي)
رينيه بلوم (بالفرنسية: René Blum)‏ هو دبلوماسي ومحامي وسياسي لوكسمبورغي، ولد في 17 فبراير 1889 في إيش سوغ ألزيت في لوكسمبورغ، وتوفي في 25 ديسمبر 1967. حزبياً، نشط في حزب العمال الاشتراكي في لوكسمبورغ. في 1918 Luxembourg Constitutional Assembly election ‏، انتخب نائب عن دائرة Canton of Esch-sur-Alzette ‏ (1918 – 1918) وانتخب نائب عن دائرة الجنوب ‏ (1919 – 1937).